# ویک گونسالفه
ویک گونسالفه (هلندی: Vic Gonsalves; ۲۲ اکتبر ۱۸۸۷ – ۲۸ اوت ۱۹۲۲) بازیکن فوتبال اهل هلند بود.